# Unterlochlehnkapelle Hl. Maria

Marienkapelle in Unterlochlehn

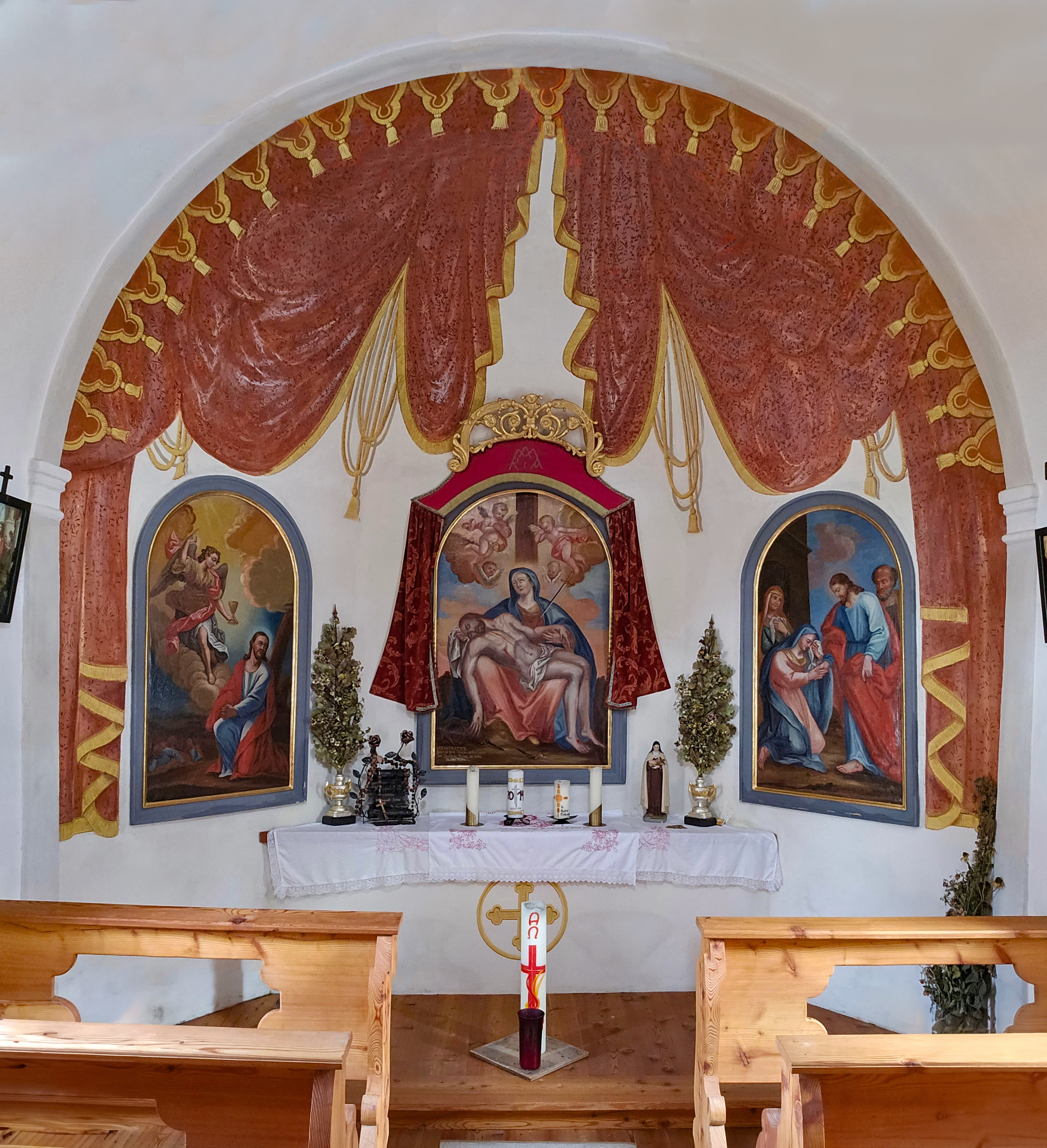
Innenraum

Die Marienkapelle (volkstümliche Bezeichnung Unterlochlehnkapelle) in Unterlochlehn, Gemeinde Leutasch, ist ein spätbarocker Sakralbau aus der Zeit um 1720. Der Ort Unterlochlehn bildet mit Oberlochlehn den Ortsteil Lochlehn im Gemeindebereich Unterleutasch in Tirol. Die Kapelle steht unter Denkmalschutz (Listeneintrag).

## Geschichte
Die Umstände der Entstehung der Kapelle sind nicht urkundlich nachweisbar. Ein Legende dazu berichtet: „Zu dieser Zeit war eine Dirn beim Bauern – vom Spackler Hof war sie – so marod, dass sie versprach, eine Kappell zu bauen, wenn sie die Krankheit überlebt“.
Sie scheint es überlebt zu haben und war wohl jene Gertraut Heisin, die 1717 beim Bauern eingeheiratet hatte. Über sie wird weiter berichtet: „Die Gertraut hatte ein Vermögen von 861 Gulden und 20 Kronen in die Ehe eingebracht und ihre Schwester hat beim Liasn eingeheiratet“. Am mittleren Altarbild gibt es eine Inschrift über den Stifter des bauzeitlichen Gemäldes „Et voto 1723 haben die zwey jungen gesellen Caspar und Balthasar Witing diese daffel machen lassen“.
Dass diese Kapelle eine Ablasskapelle war, bestätigt eine kleine Tafel, auf der steht: „Ach komm ich bitt verlass mich nit, ein vater unser abschlag mir nit“.
Der Sakralbau wurde 2006 durch die Ortsgemeinschaft Lochlehn mit Unterstützung vom Bundesdenkmalamt und weiteren Sponsoren restauriert.

## Beschreibung
Die schlichte etwa 6,40 m lange und 5,60 m breite Kapelle mit dreiseitigem Chorschluss, Satteldach und hölzernem Dachreiter weist an der Giebelfassade ein von rundbogig geschlossenen Fenstern flankiertes Rundbogenportal, ein Ochsenauge im Giebelfeld und zwei kleine Rechteckfenster auf.
Im tonnengewölbten nahezu quadratischen Innenraum befindet sich eine dreiseitige Apsis mit gemaltem Baldachin. Den Altar zieren drei Gemälde, das mittlere Haupt-Altarbild zeigt eine Pietà-Darstellung der schmerzhaften Muttergottes die von zwei Engelsköpfen und zwei weinenden Engeln umrahmt wird. Das rechte Nebengemälde stellt Maria und die trauernde Maria Magdalena vor Jesus und Petrus dar, das linke Nebengemälde zeigt die Darstellung als Jesus am Ölberg während seine begleitenden Apostel schliefen vom Engel den Kelch gereicht bekommt und sagt „Vater lass den Kelch an mir vorüber gehen“.
Weitere bemerkenswerte Ausstattungsstücke der Kapelle stellen die drei am Portal befindlichen Gemälde dar: Das Gemälde links zeigt Die Stigmatisation des Franziskus von Assisi,  das mittlere zeigt in einer sehr realistischen Darstellung des Jüngsten Gerichts, die Hölle als Rachen eines ungeheuren Tieres, in dem die Verdammten in feuriger Glut brennen, und das rechte zeigt die heilige Klara von Assisi; alle drei wohl aus der Zeit vor 1800. An weiterer Ausstattung sind ein neuzeitlicher Kreuzweg (wohl Anfang 20. Jahrhundert) und ein vermutlich barockes, oder aus dem 19. Jahrhundert stammendes Kruzifix zu nennen.
Die Glocke im Dachreiter ist aus dem 19. Jahrhundert und stammt von Joseph Zach.